# Brad Daugherty
Bradley Lee Daugherty (Black Mountain, 19 de outubro de 1965) é um comentarista norte-americano da ESPN, proprietário da JTG Daugherty Racing da NASCAR e um ex-jogador de basquete que atuava como pivô na NBA. Como jogador, foi a primeira escolha do Draft da NBA em 1986 pelo Cleveland Cavaliers. Em oito temporadas na NBA entre 1986 e 1994, foi cinco vezes selecionado para o NBA All-Star Game em 1988, 1989, 1991, 1992 e 1993, encerrando sua carreira no basquete em 1994, aos 28 anos de idade, devido a lesões nas costas. Acumulou médias de 19 pontos e 10 rebotes em 548 jogos na NBA. Sua camisa de número 43 foi retirada pelo Cleveland Cavaliers em 1997.

## Prêmios e Homenagens
- Cleveland Cavaliers:
  - NBA All-Star: 1988, 1989, 1991, 1992 e 1993
  - NBA All-Team: 1992
  - NBA All-Rookie Team: 1987
  - Retired Number: 1997